# Ciriaco Sforza
Ciriaco Sforza (sinh ngày 2 tháng 3 năm 1970) là một cựu cầu thủ bóng đá chuyên nghiệp và huấn luyện viên người Thụy Sĩ.
Sforza bắt đầu sự nghiệp cầu thủ tại Thụy Sĩ với các câu lạc bộ FC Aarau và Grasshopper Club Zürich. Sau đó, ông thi đấu cho các đội bóng nổi tiếng ở châu Âu như Inter Milan (Ý), 1. FC Kaiserslautern và FC Bayern Munich (Đức). Ở cấp độ đội tuyển quốc gia, Sforza có 79 lần khoác áo đội tuyển Thụy Sĩ và tham dự World Cup 1994 cùng Euro 1996.
Sau khi giải nghệ, Sforza chuyển sang công tác huấn luyện và đã dẫn dắt nhiều câu lạc bộ Thụy Sĩ, bao gồm FC Luzern và FC Basel. Vào tháng 6 năm 2024, ông được bổ nhiệm làm huấn luyện viên trưởng của FC Schaffhausen.

## Danh hiệu

### Cá nhân
Grasshopper Club Zürich
- Swiss Super League: 1990–91

Bayern Munich
- Bundesliga: 2000–01
- UEFA Champions League: 2000–01
- UEFA Cup: 1995–96
- Intercontinental Cup: 2001

Inter Milan
- UEFA Cup runners-up: 1996–97

1. FC Kaiserslautern
- Bundesliga: 1997–98